# 22489 Yanaka
22489 Yanaka este un asteroid din centura principală de asteroizi.

## Descriere
22489 Yanaka este un asteroid din centura principală de asteroizi. A fost descoperit pe 7 aprilie 1997 la Kuma Kogen de Akimasa Nakamura. Asteroidul prezintă o orbită caracterizată de o semiaxă mare de 2,69 ua, o excentricitate de 0,19 și o înclinație de 12,2° în raport cu ecliptica.